# Mauno Hermunen
Mauno Sakari Hermunen (Vantaa, 26 marzo 1988) è un pilota motociclistico finlandese.

## Carriera
Ex-crossista (debutto nel motocross a 12 anni) ha debuttato nel supermotard nel 2006 nel campionato finlandese. Nel 2007 ha vinto il titolo e dal 2008 corre nel campionato tedesco sulla Husqvarna Zupin Moto-Sport al fianco del pluricampione tedesco Jürgen Künzel. Lo stesso anno ha anche partecipato a due gare del campionato del mondo, per poi entrare a tempo pieno nel team ufficiale Husqvarna CH Racing nel 2009 (continuando la collaborazione con il team tedesco per le gare di Campionato Tedesco Supermoto).
Nel 2011 con il ritiro del team Husqvarna CH Racing dalle corse, corre l'ultima stagione con la moto varesina nel team Factory, nel 2012 passa al team inglese Honda SHR Supermoto. Sempre nel 2012 entra nel team 747 con le moto TM Racing. Nel 2018 diventa pilota ufficiale della casa Italiana SWM che lascerà a fine stagione. A fine 2019 il team Degasoline motorsport lo ingaggia per la stagione 2020 dove gareggia nel Campionato del Mondo S1 con le moto TM Factory chiudendo la stagione al quarto posto con due piazzamenti a podio.

## Palmarès
- 2000: Debutto nel Motocross
- 2002: Campione Finlandese Motocross 85cc
- 2004: 2º posto Campionato Finlandese Motocross Junior
- 2005: 2º posto Campionato Finlandese Motocross Junior
- 2006: 3º posto Campionato Finlandese Supermoto (su KTM)
- 2006: 2º posto KTM Supermoto Junior Euro Cup (su KTM)
- 2007: Campione Finlandese Supermoto (su Husqvarna)
- 2007: 17º posto Campionato Tedesco Supermoto S2 (2 gare su 6) (su Husqvarna)
- 2007: 29º posto Campionato Tedesco Supermoto S1 (2 gare su 6) (su Husqvarna)
- 2007: 2º posto Superbikers di Mettet (su Husqvarna)
- 2008: Campione Scandinavo Supermoto (su Husqvarna)
- 2008: Campione d'Austria Supermoto S2 (su Husqvarna)
- 2008: Campione di Germania Supermoto S2 (su Husqvarna)
- 2008: 19º posto Campionato del Mondo Supermoto S2 (2 GP su 8) (su Husqvarna)
- 2008: 2º posto Superbikers di Mettet (su Aprilia)
- 2009: 2º posto Campionato Tedesco Supermoto S2 (6 gare su 7) (su Husqvarna)
- 2009: 4º posto Campionato del Mondo Supermoto S1 (su Husqvarna)
- 2009: 37º posto Superbikers di Mettet (su Husqvarna)
- 2009: 11º posto King Of Motard di Cogliate (su Husqvarna)
- 2010: Campione di Germania Supermoto S1 (su Husqvarna)[2]
- 2010: 23º posto Campionato Internazionale d'Italia Supermoto S1 (1 gara su 6) (su Husqvarna)
- 2010: 3º posto Campionato del Mondo Supermoto S1 (su Husqvarna)
- 2010: 4º posto generale al Supermoto delle Nazioni (Team Finland) (su Husqvarna)
- 2010: Vincitore Superbikers di Mettet (su Husqvarna)
- 2011: Campione di Germania Supermoto S1 (su Husqvarna)
- 2011: 3º posto generale al Supermoto delle Nazioni (Team Finland) (su Husqvarna)
- 2011: Vincitore Superbikers di Mettet (su Husqvarna)
- 2012 Vincitore degli Internazionali d'Italia (su TM)
- 2012 2º posto Campionato del mondo S1 (su TM)
- 2013 Vincitore del Campionato del Mondo S1 (su TM)
- 2014 2º posto Campionato del mondo S1 (su TM)
- 2015 6º posto Campionato del mondo S1 (8 gare su 14 su TM)
- 2018 10º posto Campionato Europeo S1  (6 gare su 10 su SWM)
- 2020 4º posto Campionato del mondo S1GP (su TM)